# 森夏美 (岐阜県出身)
森 夏美（もり なつみ、1993年7月22日 - ）は、元東海テレビ放送のアナウンサー。夫は、フジテレビアナウンサー大川立樹。

## 経歴・人物
岐阜県本巣市出身。血液型A型。一人っ子である。なお、夫も一人っ子である。
岐阜東高等学校、成蹊大学文学部卒業。2016年4月に東海テレビに入社。同期に元同局アナウンサーの宮武紗里がいる。
入社後は、研修期間を経て2016年7月7日に放送された同局の番宣番組『フレッシュ！夏の新番組が始まるよSP』にてアナウンサーとしてデビュー。8月より『みんなのニュースOne』（現『ニュースOne』）の「行ってみたらこうだった」のコーナーを同期の宮武アナと交互に初めて担当している。コーナーでは、滝行をしたりと体当たりのリポートを敢行している。
高校時代には放送部に所属し、NHK杯全国高校放送コンテストや、全国高等学校総合文化祭のアナウンス部門に出場した。大学1年生の頃からアナウンススクールに通い、大学3年時の2014年5月より半年間『BSフジNEWS』の第26期学生キャスターを務めていた。
大学1年時には、『ミス成蹊コンテスト』において準ミス成蹊2012を受賞している。
英検2級、漢検準2級の資格を保持している。趣味は一眼レフを持って旅する、食べ歩き。
2023年1月15日の『タイチサン!』で結婚発表した。。12月20日に結婚相手がフジテレビアナウンサー大川立樹であることが報じられた。
2024年9月30日、同日をもって東海テレビ放送を退社する事をInstagramで発表した。

## 過去の担当番組
- ちゃーじ[11]（2021年4月3日 - 2024年9月）MC
- FNN Live News days（ローカルパート）
- FNN Live News α（ローカルパート）
- FNN東海テレニュース
- めざましテレビ（ローカルパート）
- めざましどようび（ローカルパート）
- S-PARK（ローカルパート）
- スイッチ! （2016年10月3日 - 2020年3月）中継レポーター
- 映画MANIA（2017年1月13日 - 2021年3月26日）進行
- ニュースOne（2016年8月2日 - 2022年4月1日）リポーター→フィールドキャスター
- タイチサン!（2020年2月2日 - 2024年3月31日）中継レポーター→アシスタント

### Locipo
- SKE48の名古屋4局のアナウンサーを8週連続で呼び出したった。（2020年11月27日）- ゲスト出演[12]